# Batalla de Calibío
La batalla de Calibío fue un enfrentamiento armado entre las tropas patriotas de Cundinamarca al mando del general Antonio Nariño y las tropas realistas afincadas en la hacienda Calibío (Popayán) comandadas por el brigadier Juan de Sámano y el teniente coronel Ignacio Asín. Tuvo lugar el 15 de enero de 1814 como parte de la campaña de Nariño en el sur, episodio de la guerra de Independencia de Colombia. La batalla de Calibío terminó en la derrota de las tropas realistas, las cuales se retiraron a Pasto, en tanto Nariño entró de nuevo victoriosamente en Popayán.

## Antecedentes
Después de la Batalla del Alto Palacé librada el  30 de diciembre de 1813, la derrota de los españoles quienes trataron de impedir el paso del río Palacé por parte del ejército patriota obligó al comandante del ejército realista el brigadier Juan de Sámano a retirarse a El Tambo, luego agrupó a su ejército en la hacienda Calibío. Desde ahí trato de establecer contacto con su segundo, el teniente coronel Ignacio Asín, quien Sámano había mandado a Quilichao para detener el avance patriota del norte. Ordenó a Asín a reunirse con el en Calibio lo más pronto posible. Al recibir esta noticia, Asín marchó hacia Calibío perseguido por las tropas patriotas al mando del coronel José Igancío Rodríguez quien había marchado desde el Valle del Cauca en dirección a Popayán. Asín y sus tropas acamparon en Piendamó quedando cortados de las fuerzas de Sámano.  
El teniente general Antonio Nariño luego del triunfo en el Alto Palacé entró a la ciudad de Popayán el 31 de diciembre de 1813, encontrándola desguarnecida por lo cual decidió abandonar a la ciudad inmediantatamente. Nariño situó su ejército sobre el campo del Bajo Palacé donde 3 años atrás el brigadier Antonio Baraya había vencido al Coronel Miguel Tacón y Rosique en la Batalla del Bajo Palacé. Nariño se situó ahí en un intento de impedir que Asín y su columna pudiera reunirse con Sámano en Calibio. Sin embargo esto no fue posible debido a la fallas en el estudio del terreno y de los servicios de inteligencia. Igualmente Nariño estaba a la espera de las tropas del coronel José Ignacio Rodríguez y las tropas de Antioquia bajo el coronel José María Gutiérrez. Aunque las tropas de Rodríguez llegarían para participar en la batalla, las de Gutiérrez no qusierion venir ya que este argumentaba que la soberanía y dignindad del Estado de Antioquia se verían comprometidos al ponerlos al mando del presidente de Cundinamarca. Mientras tanto el coronel José María Cabal comandante de la vanguardia del ejército patriota desarrolló una intensa actividad de reconocimiento sobre el campo enemigo en Calibío observandolo detalladamente.

Nariño intento comunicarse con Asín ya que este se había quedado acortado de las tropas de Samano en el Calibío, mandó al capitán Francisco Urdaneta del batallón Granaderos de Cundinamarca para intimarlo a rendirse. Asín recibió a Urdaneta con desdén y rabia, y le dijo supuestamente: 
"Vaya usted dígale a Nariño que llevo ganadas catorce acciones de guerra y que con esta serán quince, Y si a usted lo dejo volver es para tener el gusto de cogerlo luego".
Durante la noche del 8 al 9 de enero Asín y su columna a través de una senda extraviada del camino principal, pasó el río Palacé logrando llegar a Calibío para reunirse con las fuerzas de Sámano. El coronel Cabal notificó a Nariño de los sucesos y le pidió permiso para lanzar un ataque sorpresivo, al lo que fue negado y ordenó a Cabal a retirarse hacia donde estaba el grueso del ejército patriota. Nariño todavía estaba a la espera de la llegada de Rodríguez quien llegó el 13 de enero al campo de Palacé. A las 6 de la mañana del 15 de enero Nariño dio la orden de atacar a Sámano, el ejército patriota marchó en dirección a la hacienda del Calibío un trayecto de aproximadadamente 8 kilómetros lo cual fue logrado en 4 horas.

### Fuerzas en Combate
El brigadier Sámano reagrupó sus fuerzas en la hacienda Calibío, paso obligado para llegar a Pasto, tenía a su disposición alrededor de 2000 efectivos, siendo el nervio de su fuerza la Division de Lima de 318 hombres, compuestos por tres compañías del Regimiento Real de Lima de 140 hombres entre ellos el teniente coronel Ignacio Asín del mismo cuerpo, junto con los del II de Granaderos de Guayaquil. El resto de la tropa estaba compuesto de las milicias de Patia, Popayan, y Pasto. Además contaba con una pequeña escuadra de caballería y alrededor de 10 piezas de artillería. 
Nariño y el ejército de la unión tenían alrededor de 2000 hombres de sus tropas veteranas del los batallones Granaderos de Cundinamarca, Nacionales, Socorro, y Cazadores. También contaban con el Escuadrón de Caballería de Cundinamarca comandado por el teniente coronel Antonio Nariño Ortega, hijo del general Nariño. El ejército de la unión también contaba con 15 piezas de artillería y un número de artilleros para operar estas piezas.

## Desarrollo
El 15 de enero de 1814 el ejército patriota llegó a la hacienda para dar batalla, la compañía de cazadores avanzó como unidad de vanguardia efectuando reconocimientos sobre el terreno y el enemigo. 
El despliegue de las tropas patriotas se ejecuta inmediatamente y forman 3 columnas para enfrentar a los realistas de esta forma: una columna a la derecha al mando del coronel José María Cabal, la del centro que constituye el grueso del ejército al mando del teniente general Antonio Nariño y su segundo el brigadier José Ramón de Leyva junto con la artillería patriota, y una columna a la izquierda la cual fue constituida por el batallón Socorro al mando del sargento-mayor Pedro Monsalve junto con las tropas del teniente coronel José Ignacio Rodríguez.
El brigadier Juan de Sámano había colocado sus tropas en una densa formación "cuadrilongo" sobre la explanada que da frente a la casa de la hacienda de Calibio mirando al oriente. Las tropas realistas formaron de la siguiente forma: en el centro la División de Lima, en el ala derecha las tropas colecticias de Almaguer y Popayán y milicias de Patia y por la izquierda los batallones de Pasto.
El ataque patriota empieza por el centro y la izquierda con duelos de artillería que son contestados inmediatamente por los realistas. La columna de la derecha al mado del Coronel Cabal permanece en una pequeña hondura en donde no pudo ser vista por el enemigo, mientras llegaba el tiempo oportuno para lanzarse al ataque. Media hora más tarde Cabal recibe la orden de Nariño de avanzar sobre la izquierda enemiga. La columna de Cabal avanza y se encuentran a menos tiro de fusil de la izquierda realista, Cabal ordena su columna cargar a la bayoneta.
Sámano, quien no había esperado ser atacado por su izquierda por parte de Cabal, destacó cincuenta hombres y una pieza de artillería a una eminencia situada a la izquierda de la posición realista y la División de Lima enfocó su batería para tratar de detener el ataque principal de los patriotas.
Pero al mismo tiempo Nariño ordenó al ataque el batallón Granaderos de Cundinamarca al flanco derecho realista. Este ataque junto con el de Cabal   desbarató la formación de milicias que huyeron del campo permitiendo a los patriotas apoderarse de la artillería realista y penetrar en el dispositivo enemigo la cual abre una brecha en las líneas realistas. Por la brecha abierta cargó la caballería patriota la cual logra envolver la División de Lima. En este momento sobre el ala izquierda de la posición española, murió el Teniente Coronel Asín, cuando resistía bravamente el empuje la División de Cabal.
Sámano al no contar con unidad de reserva, lo cual le hubiera permitido reforzar cualquier punto de su dispositivo, puso al ataque por retaguardia las tropas de Pasto, pero el envolvimiento se había producido de tal manera que con las tropas de línea tuvo que retirarse en completa derrota al Tambo por los lados del río Cauca. La batalla había durado 3 largas horas.

## Consecuencias
La derrota de los realistas en Calibío fue total. Los realistas sufrieron bajas muy altas , algunos fuentes mencionan que los realistas habían sufrido entre 400 a 500 hombres entre heridos y muertos, más de 300 fueron tomados como prisioneros. El gobernador Toribio Montes en su informe al Consejo de Regencia en España menciona la muerte de Asín y tres subalternos de milicia, más de 80 soldados y que 280 soldados habían caído prisionero. Los patriotas también capturaron una gran cantidad de armamento la cual incluía 28 piezas de artillería.  9 oficiales realistas perdieron sus vidas siendo el más importante el segundo comandante del ejército, el teniente coronel Ignacio Asín quien murió cuando resistía bravamente el empuje la División de Cabal. El valor de este bizarro oficial fue reconocido por parte de sus adversarios, pero al encontrar su cadáver el coronel Rodríguez lo decapitó y lo presentó al general Nariño como un trofeo, a lo cual Nariño regañó duramente a Rodríguez por su mala conducta y por haber cometido un acto injustificable que violaba la leyes cristianas. 
Los patriotas por su parte sufrieron 200 bajas entre muertos y heridos en el combate, ninguno de los cuales era de alto rango. Las tropas patriotas fueron otorgadas un escudo de honor y las damas de Bogotá obsequiaron también al ejército con algunas cintas en que se contenía una inscripción honrosa.
El día después de la derrota de los españoles, habiendo huido Sámano con los restos de sus tropas a San Juan de Pasto, Nariño pudo entrar victorioso de nuevo en Popayán. Aunque los realistas estaban en tan horrible estado que con tan solo una persecución de fondo hubiera sido suficiente para aniquilarlos, Nariño no ordenó ninguna  persecución. Nariño dejó a su enemigo escapar mientras se dedicó a reorganizar su ejército en Popayán, la campaña se detuvo por más de dos meses debido a que el ejército carecía de dineros y suficientes elementos para proseguir la campaña. 
Al llegar la noticia de la derrota al presidente de Quito Toribio Montes, este no le perdonó a Sámano tan total derrota y su desastrosa retirada a Pasto, lo relevó de su mando, reemplazándolo por el mariscal de campo Melchor Aymerich.